# 197 (число)
197 (сто девяносто семь) — натуральное число, расположенное между числами 196 и 198. Оно является 45-м простым числом, а относительно их последовательности расположено между 193 и 199.
- 197 день в году — 16 июля (в високосный год 15 июля).

## В математике
- 45-е простое число.
- Сумма первых двенадцати простых чисел: 197 = 2 + 3 + 5 + 7 + 11 + 13 + 17 + 19 + 23 + 29 + 31 + 37.
- 197 — нечётное трёхзначное число.
- Сумма цифр числа 197 — 17
- Произведение цифр этого числа — 63
- Квадрат числа 197 — 38809

## В других областях
- 197 год.
- 197 год до н. э.
- NGC 197 — линзообразная галактика (S0) в созвездии Кит.
- В Юникоде 00C516 — код для символа «Å» (Latin Capital Letter A With Ring Above).
- 197 — Код субъекта Российской Федерации и Код ГИБДД-ГАИ Москвы.